# Дике поле (фільм, 1991)
«Дике поле» (рос. Дикое поле) — історичний фільм Миколи Гусарова виробництва кінокомпанії «Єкатеринбург», творчого об'єднання «Євразія» за участю Ростовської-на-Дону студії кінохроніки.

## Сюжет
Дія відбувається на Дону. У 1540 році до стану отамана Сидора приходять троє. Один з них нещодавно втік із турецького полону, де від умираючого на його руках сотника дізнався про заховану в цих місцях скриню з рязанською скарбницею. Козаки, порадившись, вирішують відправитися на її пошуки, але казну вже шукають турки, які раніше цю скарбницю тут і сховали.